# Jevno Azef

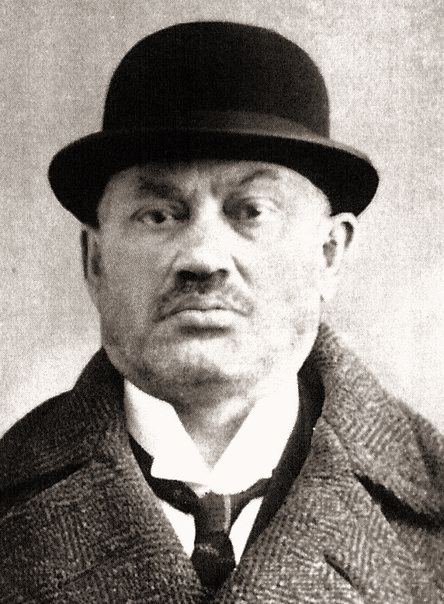
Jevno Azef

Jevno Fišelevič Azef (rusky Евно Фишелевич Азеф, 1869, Lyskovo, Ruské impérium – 24. dubna 1918, Berlín, Německé císařství) byl ruský revolucionář, člen strany socialistů-revolucionářů, avšak zároveň i agent Ochranky (tajné policie) a politický terorista.

## Životopis

### Mládí
Jevno Azef se narodil do chudé židovské rodiny v Lyskovu. Vychodil jen základní školu. Později pracoval jako novinář a obchodní cestující. V roce 1892 odešel Azef do Německa, nejprve do Karlsruhe a potom do Darmstadtu. Tam dostudoval a stal se elektrotechnikem. Setkal se zde s agentem Ochranky Sergejem Zubatovem, od něhož se nechal najmout jako policejní informátor.
V Německu se Azef setkal se skupinou exilových členů Ruské sociálně demokratické dělnické strany a cestoval po celé Evropě, kde se setkával s dalšími revolucionáři.

### Agent-provokatér
V roce 1899 se Azef vrátil do Ruska a připojil se ke straně socialistů-revolucionářů. V roce 1903 zásoboval Ochranku informacemi, které vedly k zatčení Grigorije Geršuniho, předního socialistického revolucionáře.
V té době začal organizovat politické atentáty. Jeho nejvěrnější následovatelé byly např. Boris Savinkov a Ivan Kaljajev. Azef byl odpovědný za vraždy ministra vnitra Vjačeslava von Pleveho v roce 1904 a carova strýce Sergeje v roce 1905.

### Pád a smrt
Roku 1908 odhalil socialista a přeběhlík od policie Vladimir Burcev Azefovy kontakty s Ochrankou. Azef po tomto odhalení opět uprchl do Německa. V Německu se Azef živil jako prodavač korzetů a spekulant na burze. Během první světové války podporoval centrální mocnosti.
Jevno Azef zemřel v Berlíně 24. dubna 1918 na selhání ledvin. Je pohřben v neoznačeném hrobě na Wilmersdorfském hřbitově.